# التصنيفات الدولية للبرازيل
تتضمن هذه المقالة التصنيفات الدولية للبرازيل.

## الاقتصاد
- صندوق النقد الدولي: الناتج المحلي الإجمالي (الاسمي) 2012، المرتبة السابعة من بين 181 دولة
- صندوق النقد الدولي: الناتج المحلي الإجمالي (الاسمي) للفرد 2011، المرتبة 53 من بين 183 دولة
- صحيفة وول ستريت جورنال ومؤسسة التراث: مؤشر الحرية الاقتصادية لعام 2006، المرتبة 81 من بين 157 دولة
- المنتدى الاقتصادي العالمي: مؤشر التنافسية العالمية 2011-2012، المرتبة 53 من بين 142 دولة [1]
- إنتاج المركبات الآلية ( OICA ): المرتبة 6 [2]

## البيئة

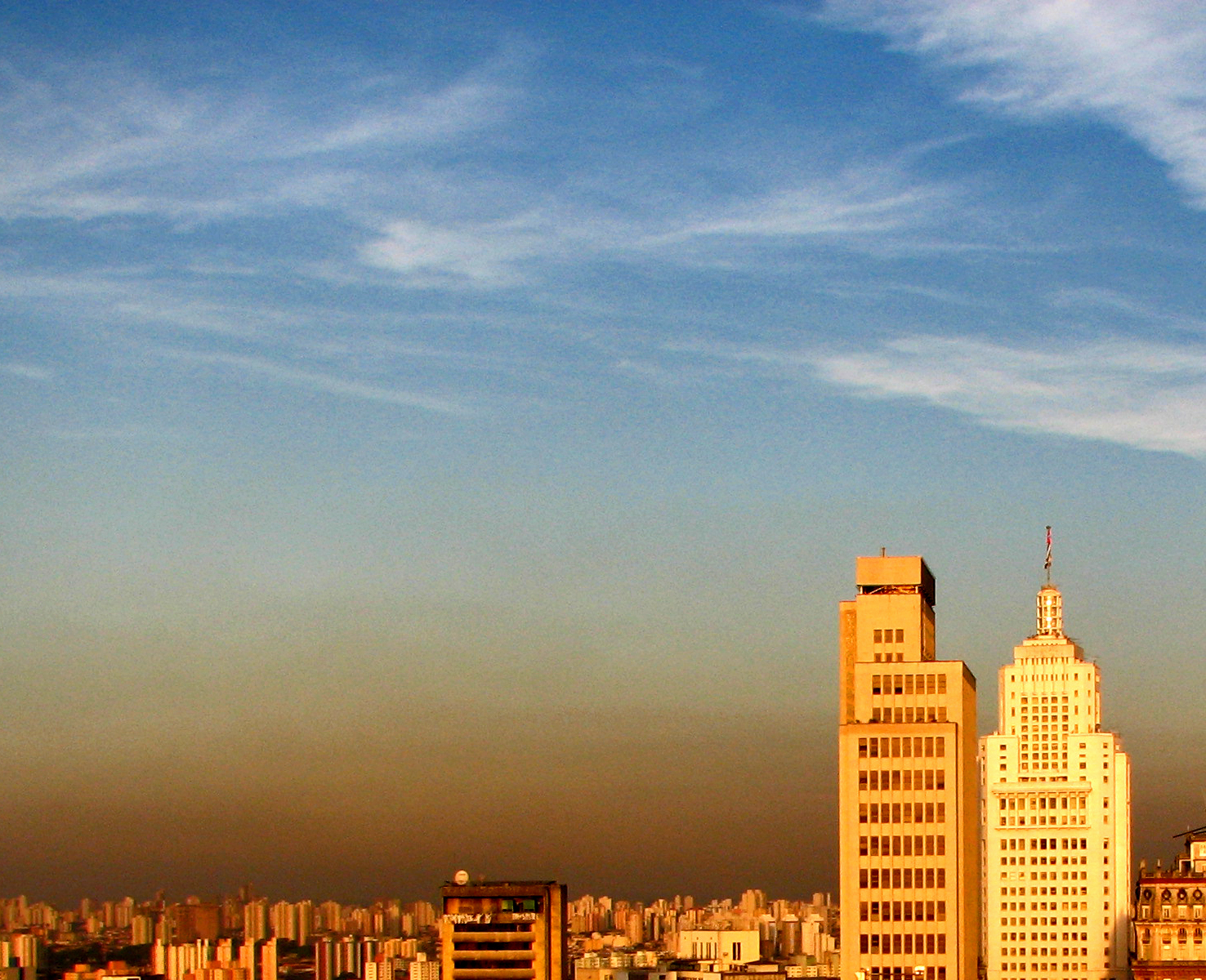
الضباب الدخاني في ساو باولو

- جامعة ييل وجامعة كولومبيا: مؤشر الأداء البيئي لعام 2012، المرتبة 30 من أصل 132 [3]

## العولمة
- مؤشر العولمة KOF لعام 2010، حلّت البرازييل في المرتبة 75 من أصل 181 [4]

## الجيش

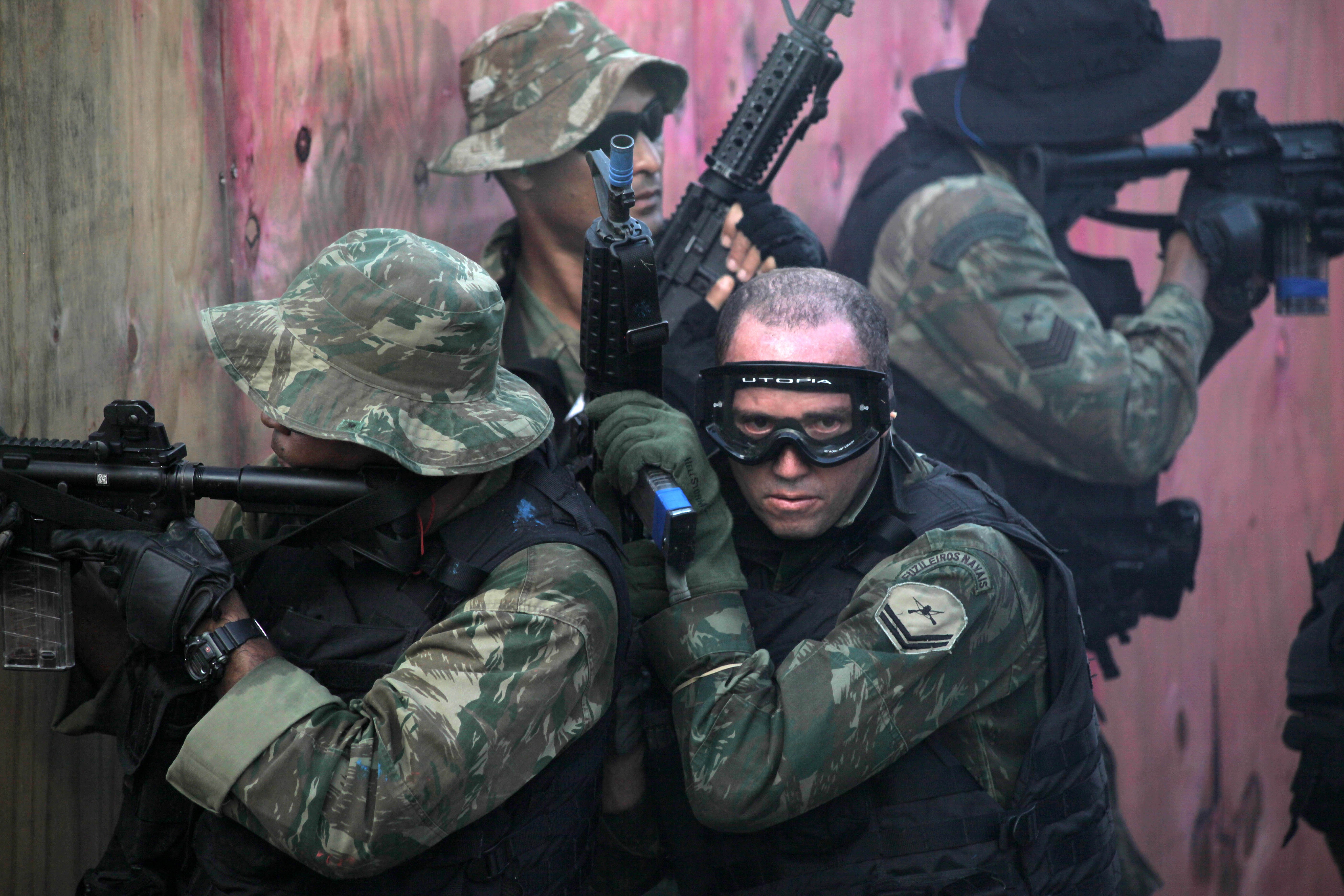
أعضاء كتيبة العمليات الخاصة التابعة لسلاح مشاة البحرية البرازيلي يتدربون على تطهير منزل

- معهد الاقتصاد والسلام، مؤشر السلام العالمي، المرتبة 85 من أصل 144 [5]

## السياسة
- منظمة الشفافية الدولية: مؤشر مدركات الفساد لعام 2011، المرتبة 73 من بين 182 دولة [6]
- مراسلون بلا حدود: مؤشر حرية الصحافة 2011-2012، المرتبة 99 من بين 179 دولة [7]

## التكنولوجيا
- وحدة الاستخبارات الاقتصادية: الجاهزية الإلكترونية 2008، المرتبة 41 من بين 70 دولة
- فوترون: مؤشر القدرة التنافسية الفضائية لعام 2010، المرتبة العاشرة عالميًا
- المنظمة العالمية للملكية الفكرية: مؤشر الابتكار العالمي 2024، المرتبة 50 من بين 133 دولة [8]

## المجتمع
- الأمم المتحدة: مؤشر التنمية البشرية لعام 2011، المرتبة 84 من بين 187 دولة [9]